# 魯陽之戰
魯陽之戰，是東漢末年關東聯軍討伐董卓之戰中，孫堅臨危不懼，迫敵退卻的一次軍事行動。
初平元年(190年)，豫州刺史孫堅駐軍魯陽，准備進討董卓。冬天，當孫堅在東門外與部將、官屬，爲還州督促軍糧之長史公仇稱餞行時，董卓派步騎數萬，前來迎戰，其先鋒輕騎數十先至。孫堅臨危不驚，鎮定自若，依然行酒談笑。爲防止士卒驚恐引起騷動和混亂，嚴令部曲不得妄動，敵騎逐漸增多，孫堅方徐徐離座，指揮部隊井然有序地撤至城中。孫堅乃曰：「先前孫堅所以不即起身走入城，惟恐士兵互相踐踏，諸位不能入城。」董卓兵見孫堅軍隊列嚴整且據堅城以待，不敢貿然進攻而被迫撤退。